# Закрепка

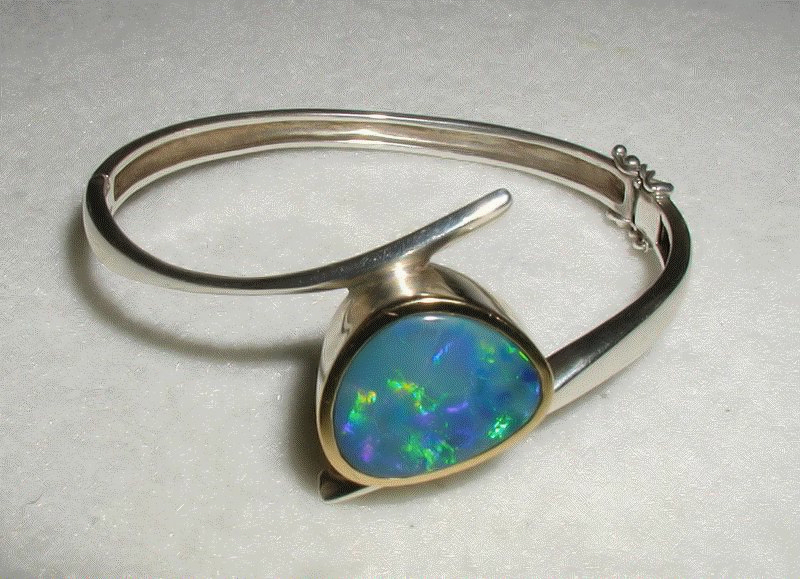
Современный браслет с опалом — глухая закрепка

Закрепка — технологический этап в производстве ювелирных украшений, который выполняется после монтировки и клеймения и представляет собой процесс закрепления камней или других вставок в оправу или гнездо готового изделия.

## Описание
Проектированием закрепки занимается закрепщик. Моделированием закрепки занимается ювелир-модельер. Технические требования к моделированию закрепки: вес, безопасность и сохранность закреплённых камней при ношении украшения (защита на случай ударов и других механических воздействий в процессе носки ювелирного украшения, особенно колец). 
В ручную создаётся гризант (зернистая насечка в виде мелких гранул на рёбрах оправы, которая накатывается милиграфом) после завершения закрепки. Существует традиционный и смоделированный в 3D гризант. Гризант не только придаёт винтажный стиль украшению, но и обжимает камень. Также в ручную создаётся ажурный декор под камни.  
Специалистов по ручной закрепке драгоценных камней готовят в специальных учебных заведениях.

## Виды
Существуют следующие виды закрепки камней в зависимости от назначения украшения, свойств драгоценных камней и требованиями дизайна:
- Глухая и обводковая — ювелирный камень (вставка) закрепляется в металлическую оправу (каст) и удерживается за счёт равномерного прижатия верхнего края каста по всему периметру. Различают касты гладкие, ажурные, полные, полуглухие и частичные[4], которые в свою очередь относятся в равной степени к двум видам[5]:

- Глухой — для придания насыщенности цвета непрозрачных камней, подбирается под цвет камня, например, из красного или жёлтого золота.
- Обводковый со сквозным дном — для проникновения света и возвращения сияния прозрачных ювелирных камней

- Корнеровая (англ. Bead Setting) — установка камней непосредственно в металл с закрепкой их маленькими шариками — корнерами[6]. Различают:

- Корнеровая без стенки (англ. Grain Setting)
- Фаденовая (англ. Two Bead Bright Cut w. Single Cut, от нем. Faden — нить) — вокруг центрального камня, на глянцевой подрезке, которая образует ребро — т.н. срезанный фаден — создаётся узор из камней меньшего размера.
- Фаден-гризант (англ. Two Bead Bright Cut w. Millgrain) — c зернистой насечкой.
- Закрепка-Каре (англ. Four Bead Bright Cut w. Full Cuts) — построение камней вокруг центрального образует чёткий квадрат и крепятся на четыре крапана на расстоянии друг от друга.
- Закрепка-Звезда  (англ. Star setting) — камни на существенном расстоянии друг от друга с подрезкой в виде лучей.
- Закрепка-Паве (англ. Pave) — эффект плитки, вымощенной из драгоценных камней различного размера на шести корнерах, три из которых смежные. Для и закрепки-микропаве размер камней одного, но меньшего размера.
- Корнеровая закрепка-иллюзия (англ. Illusion) — похожа на глухую закрепку-иллюзию большого камня, окружённого вплотную металлом, но при этом камень крепится и фиксируется корнерами сверху, а не изнутри каста.

- Крапановая — закрепка камня с помощью металлических штифтов, отдельных стоек различной формы: от 2-х до 24-х крапанов (англ. Two Prongs/Four Prongs/6-Prongs etc.)[9]. Различают[10]:

- Микрокрапан (англ. Microprons) двух видов: «рыбий хвост» (англ. Scallop Settings/Craponia/U-cut) с округлой выборкой поперечного канала и «ласточкин хвост» (англ. French Settings/V-cut) с лучеобразной гравировкой, направленной в центр поперечного канала — объединяет крапоновую и корнеровую формы.
- Ажурная (англ. Ajour) — с ажурным декором.
- Крапановая закрепка-иллюзия (англ. Illusion) — с увеличенной верхней галерейкой, обрамляющая камень и визуально увеличивая его.
- Заплетённая (англ. Trellis) — переплетённые в нижней части крапаны.
- Шатон/Тиффани (англ. Tiffany) — в виде короны из 6 крапонов максимально открывает камень и увеличивает его блеск.
- Кафедральная или V-крапановая (англ. Cafedral) — фиксация камня крапанами-арками высоко над шинкой кольца.
- Крапановая закрепка группами:

- С одним камнем (англ. Solitare).
- С тремя камнями (англ. Three Stone).
- Кластерная (англ. Cluster) — камни разного размера, расположенные близко друг к другу создают видимость одного крупного камня.
- Кармезиновый каст/Малинка (англ. Halo).

- Рельсовая или канальная/пазовая закрепка (англ. Channel Setting) — камни расположены в канале и зажаты в полосе изделия. Различают[12]:

- Панельная (англ. Bar Setting) или закрепка между пластинами, когда каналы очень короткие и рассчитаны только на один камень

- Флеш-закрепка/Цыганская или швейцарская (англ. Flush/Gypsy) — мелкий камень и площадка на одном уровне с поверхностью изделия[13].
- Клеевая закрепка

- Закрепка на штифт  (англ. Bead Setting) — чаще для жемчуга, коралла, янтаря и вставок с круглой или сложной формой и покрывается клеем .
- Закрепка в оправу / Глухая камейная оправа — для камней из непрозрачных материалов с очень низкими стенками каста.

- Невидимая (англ. Invisible Setting) — высокотехнологичная установка камней с 1933 года в металлические ячейки, изобретённая и запатентованная Van Cleef & Arpels[англ.] без видимых крапанов с иллюзией одного большого открытого камня. Фиксация камней производится на уровне павильона со скрытыми посадочными местами под камнями[16].
- Пружинная (англ. Tension Setting) — хорошо видимый твёрдый камень с открытой верхней и нижней частью в пазах изделия держится за небольшие участки рундиста за счёт пружинного давления, создаваемого закалёнными частями кольца[17].

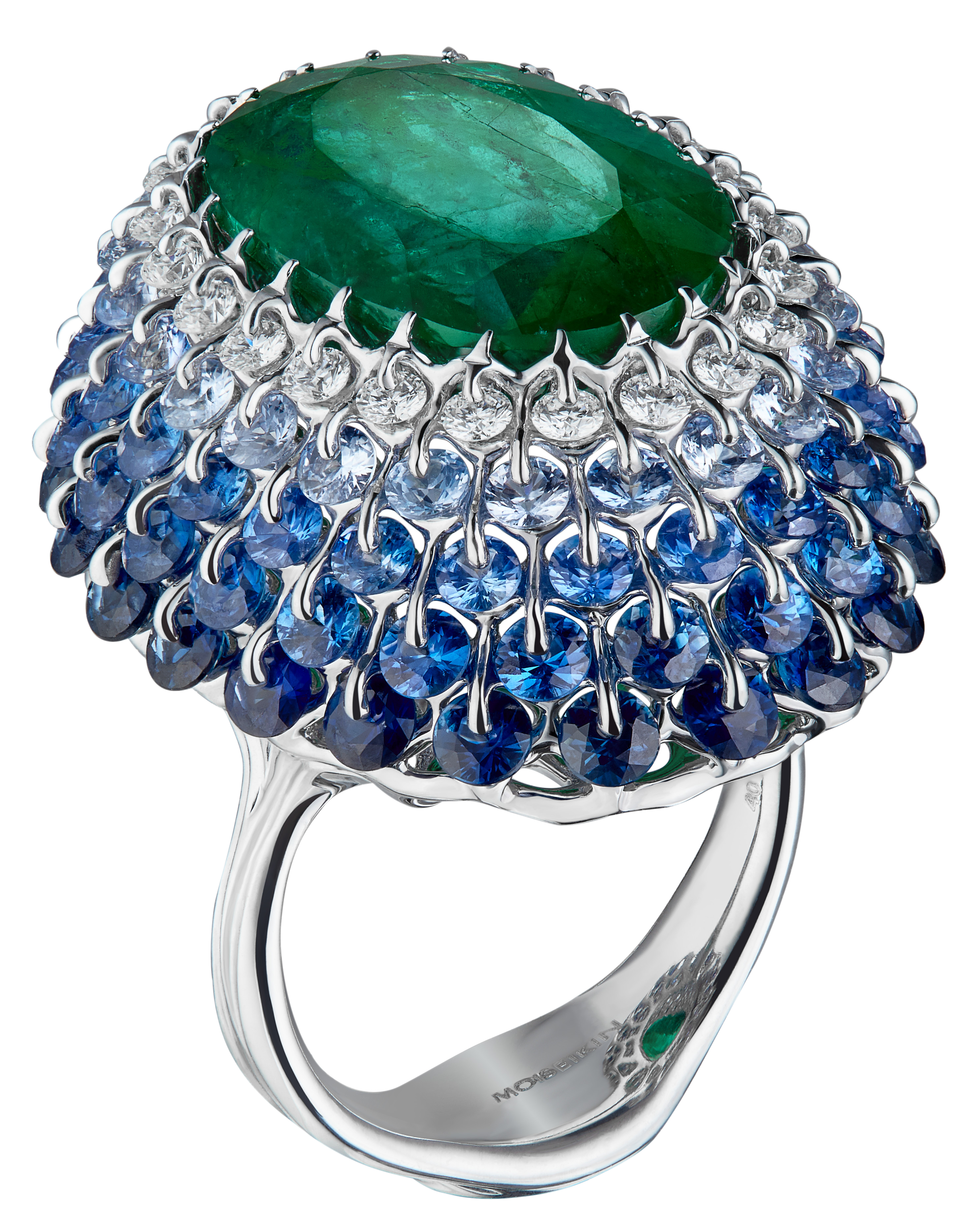
Кольцо Tsar Emerald Ювелирного дома Моисейкин с закрепкой «Вальсирующее сияние»

- Вальсирующее сияние (англ. Waltzing Brilliance) — новый точечный способ открытой фиксации подвижного, «вальсирующего» ювелирного камня на металле за счёт кольца-опоры в нижней части конструкции и одного крапана в верхней его части, который позволяет этому камню оставаться подвижным и цельным, запатентованный с 2012 года в России, Китае, странах Евросоюза и США Ювелирный дом Моисейкин[англ.], производство только с применением CAD/CAM технологий, которые дают возможность построения свободных линий и лёгких скульптурных форм. Закрепка обеспечивает проникновение света к граням ювелирного камня[19][20].